# Theope pulchralis
Theope pulchralis är en fjärilsart som beskrevs av Hans Ferdinand Emil Julius Stichel 1910. Theope pulchralis ingår i släktet Theope och familjen Riodinidae. Inga underarter finns listade i Catalogue of Life.